# گونگ لیجیاو
گونگ لیجیاو (انگلیسی: Gong Lijiao؛ زادهٔ ۲۴ ژانویهٔ ۱۹۸۹) پرتاب‌گر وزنه اهل چین است.
وی در مسابقات کشوری و بین‌المللی در مجموع برندهٔ ۱ مدال طلا، ۱ مدال نقره، ۱ مدال برنز شده‌است.